# Jedź bezpiecznie
Jedź bezpiecznie – telewizyjny magazyn edukacyjny dla kierowców emitowany przez TVP3 Kraków od 2003  
Do maja 2025 ukazało się 986 odcinków. Od września 2014 (511 odc.) odcinki są publikowane również za pośrednictwem platformy YouTube.
Magazyn przedstawia ważne tematy z zakresu bezpieczeństwa ruchu drogowego, a także pokazuje nieprawidłowe zachowania kierowców i radzi, jak zachować się w trudnych sytuacjach drogowych.
Program prowadzą dziennikarka TVP3 Kraków Beata Woroniecka  i pełniący w latach 2021-24 funkcję pełnomocnika ministra infrastruktury do spraw bezpieczeństwa ruchu Marek Dworak. Do maja 2022 magazyn powstawał przy wsparciu Wojewódzkiej Małopolskiej Rady Bezpieczeństwa Ruchu Drogowego. Od maja 2022 do grudnia 2023 program powstawał przy współpracy z Ministerstwem Infrastruktury, oraz od maja 2023 do grudnia tego samego roku pomocą służył także Instytut Transportu Samochodowego.